# 21.ª División Panzer
La 21.ª División Panzer fue una División Panzer del ejército alemán (Heer) activa durante la Segunda Guerra Mundial. La División se formó a principios del año 1941 como 5.ª División ligera (5. Leichte Division), llamada a veces también División ligera Afrika (Leichte Division Afrika). En agosto de 1941 adquirió su denominación definitiva. Fue a lo largo de su historia reconstituida varias veces tras haber sido aniquilada en combate.

## Historial

### Operaciones en el norte de África
Como apoyo a los ejércitos italianos en situación de derrota en Libia, el 11 de enero de 1941 Adolf Hitler ordenó al Heer el envío de un Sperrverband (literalmente: destacamento de bloqueo) formado a partir de unidades procedentes de la 3.ª División Panzer. Esta agrupación tomó el nombre de 5. Leichte Division y su mando se confió al general Streich. El 5 de febrero, Hitler decidió el envío de una segunda división y, al día siguiente, encargó a Erwin Rommel que asumiese el mando de ambas unidades, así como de las fuerzas mecanizadas del Regio Esercito italiano. Rommel llegó a Trípoli el 12 de febrero, seguido dos días más tarde por la vanguardia de la 5. Leichte Division, es decir, el Destacamento de Reconocimiento 3 y el Panzerjägerabteilung (mot.) 605. Estas débiles unidades organizaron algunos golpes de mano para impresionar a los británicos, que en cualquier caso habían recibido la orden de suspender su avance. El 11 de marzo desembarcó el 5.º Regimiento Panzer con 150 tanques de los que 80 eran PzKW III y PzKW IV. El 31 de marzo Rommel desencadenó un contraataque, atajando por el desierto, y expulsó a los británicos hasta la frontera egipcia, cercando a la guarnición australiana de Tobruk, el 11 de abril. No obstante, los asaltos contra el puerto fracasaron ante la determinación demostrada por la 9.ª División australiana, que logró incluso aniquilar a uno de los dos batallones de ametralladoras de la 5. Leichte Division, el Maschinengewehr Btl. 8, durante un contraataque el 13 de abril. De este modo la situación quedó bloqueada y Rommel se vio obligado a esperar refuerzos, así como una mejora de sus suministros, para reemprender su avance hacia Egipto.

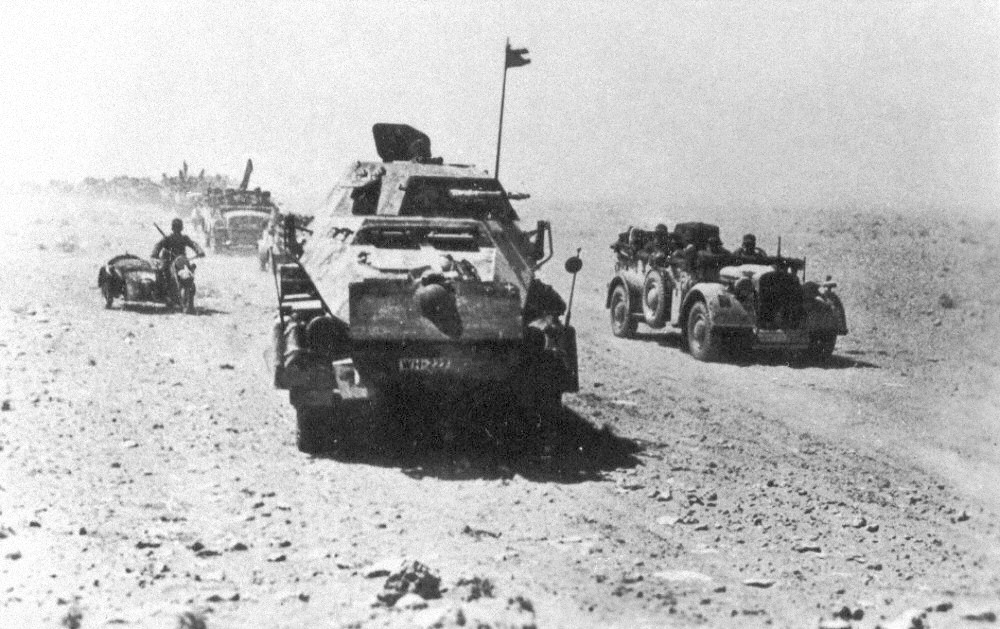
Avance de la 39.º sección Panzerjäger perteneciente a la 21.ª División Panzer en 1942.

Composición de la 5. Leichte Division en abril de 1941
- Panzer Regiment 5, con 2 batallones, cada uno de 3 compañías ligeras y una pesada.
- Aufklärungsabteilung 3, con dos compañías de automóviles blindados y dos de motociclistas
- Infanterie Regiment z.b.V. 200, con dos batallones, los 2.º y 8.º Maschinegewehr Bataillon.
- Panzerjäger Abteilung 39 con 9 cañones de 88 mm
- Panzerjäger Abteilung 605 equipado con Panzerjaëger I
- Flak Abteilung 1/33
- Flak Abteilung 606

Tras la llegada de la 15.ª División Panzer al teatro de operaciones del Norte de África, el 1 de agosto de 1941, la 5.ª División Ligera se reestructuró, tomando el nombre de 21.ª División Panzer.
Formaba parte entonces del Afrikakorps, al mando del Generalfeldmarschall Erwin Rommel. La División sirvió durante la campaña de África, al principio especialmente contra unidades británicas, pero más tarde contra diversas unidades aliadas. Durante la segunda Batalla de El Alamein, las batallas de Gazala y Bir Hakeim (en esta última combatió contra republicanos españoles excombatientes del Ejército Popular Republicano y alistados en el ejército de la Francia Libre) y durante su retirada hacia Túnez, en 1942, la División sufrió graves pérdidas. Estaba en la vanguardia del contraataque durante la batalla del paso de Kasserine, pero resultó destruida, como la mayor parte de las unidades alemanas, cerca de Túnez, en 1943.

### Reconstitución en Francia y batalla de Normandía
La 931.ª Brigada rápida fue reestructurada el 15 de julio de 1943 en la región de Rennes, en Francia, y se le dio la denominación que había quedado disponible de 21.ª División Panzer. En junio de 1944, durante las operaciones "Overlord" y "Neptuno" (desembarco en Normandía), la 21.ª División Panzer, a cuyo frente se encontraba en ese momento el Teniente General Edgar Feuchtinger desde el 8 de mayo de 1944, estando formada por 20 000 soldados, consiguió arrinconar a los aliados en la playa de Sword y durante la operación Tonga (el asalto al Puente Pegasus), impidiendo posteriores avances. La 21.ª División Panzer estaba emplazada al sur de Caen, y representaba por ello un gran peligro para las unidades aliadas. El cuartel general de Feuchtinger se encontraba en Saint-Pierre-sur-Dives. La División quedó muy quebrantada durante los combates por Caen, y resultó finalmente aniquilada en la bolsa de Falaise.

### El final de la guerra
En septiembre de 1944 tuvo lugar la tercera reconstitución de la unidad, en Lorena. La 112.ª Brigada blindada fue reforzada y se le dio el nombre de 21.ª División Panzer. A finales de septiembre de 1944, la División combatió en Alsacia y en el Sarre. Posteriormente fue expedida hacia el frente del este, a principios de 1945, donde se enfrentó a unidades soviéticas en Polonia y en el este de Alemania entre febrero y mayo de 1945. Desapareció en la bolsa de Halbe poco antes del fin de la guerra, tras su rendición a las tropas rusas.

## Jefes
- 20 de mayo de 1941: Generalleutnant Johann von Ravenstein
- 1 de agosto de 1941: Generalleutnant Karl Böttcher
- 29 de noviembre de 1941: Oberstleutnant Gustav-Georg Knabe
- 1 de diciembre de 1941: Generalleutnant Karl Böttcher
- 11 de febrero de 1942: Generalleutnant Georg von Bismarck
- 21 de julio de 1942: Oberst Alfred Bruer
- agosto de 1942: Generalleutnant Georg von Bismarck
- 1 de septiembre de 1942: Generalleutnant Carl-Hans Lungershausen
- 18 de septiembre de 1942: Generalleutnant Heinz von Randow
- 1 de enero de 1943: Generalleutnant Hans-Georg Hildebrandt
- 15 de marzo de 1943: Generalmajor Heinrich-Hermann von Hülsen
- 15 de mayo de 1943: Generalleutnant Edgar Feuchtinger
- 15 de enero de 1944: Generalmajor Oswin Grolig
- 8 de marzo de 1944: Generalleutnant Franz Westhoven
- 8 de mayo de 1944: Generalleutnant Edgar Feuchtinger
- 25 de enero de 1945: Oberst Helmut Zollenkopf
- 12 de febrero de 1945 : Generalleutnant Werner Marcks